# ズヴィルポグア
ズヴィルポグア（Zvilpogghua）は、創作神話群クトゥルフ神話に登場する神・魔物。オサダゴワア（Ossadogowah）という別名もある。
ツァトゥグァの子とされる神であり、「オサダゴワア」は「サドゴワア（ツァトゥグァの異称）の息子」を意味する名称。また「星から来て饗宴に列するもの」という異名をとる。
星から召喚される、ヒキガエルに似た無定形の怪物で、身体のサイズが可変で、顔には蛇が生えているという。犠牲者を空にさらって喰らう。イタカに似た振舞をとるなど、設定が混乱している。
ズヴィルポグアの創造者はクラーク・アシュトン・スミスで、オサダゴワアの創造者はハワード・フィリップス・ラヴクラフト（以下HPL）である。正式な作品としての初出は、オーガスト・ダーレスの『暗黒の儀式』のオサダゴワアとなる。後にリン・カーターが整理を行った。

## 誕生の経緯
まず、クラーク・アシュトン・スミスが神ツァトゥグァを創造した。
次に、HPLがツァトゥグァの息子の邪神オサダゴワアを作った。HPLはオサダゴワを題材に『邪悪なる妖術』という小説を構想していたが、書き上げられることはなく、1936年に死没する。
その一方で、スミスの方もまたツァトゥグァの子ズヴィルポグアを構想していた。作品に描かれることはなかったが、1934年6月16日付ロバート・バーロウ宛書簡にて言及している。1944年に同人誌『Acolyte』に書簡が掲載され、ズヴィルポグアの名前が公開された。
ここまでなら、単に設定上の魔物にすぎなかったのだが、オーガスト・ダーレスが『暗黒の儀式』にてオサダゴワアを作品に登場させる。だが内容が混乱しており、ズヴィルポグアの設定も入っていない。後にリン・カーターが、ズヴィルポグア・オサダゴワの設定を整理した。

## オーガスト・ダーレス『暗黒の儀式』ほか
『Of Evill Sorceries Done in New-England of Daemons in no Humane Shape』（ニューイングランドにて異形の悪魔のなせし邪悪なる妖術につきて、意訳あり）。北米のインディアンが旧神の印の魔力を用いてオサダゴワアを封印したという内容の草稿である。
オサダゴワアの名は、インディアン（ナンセット族、ワンパノアグ族、ナラガンセット族など）による「サドゴワアの息子」という意味の名称とされる。サドゴワアとはツァトゥグァのことで、オサダゴワアは彼ら北米インディアンに崇拝された。「ある民族による、ある神の子」というだけの名であり、固有の神名ですらない。
オーガスト・ダーレスは、このHPLの断章をもとに、長編『暗黒の儀式』全3章を執筆して1945年に合作として発表した。だがこの作品は、焦点をオサダゴワアに絞ってはおらず、複数の邪神が入り乱れる複雑で混沌とした内容となっている。
『暗黒の儀式』の影響を受けた人物に、ロバート・M・プライスとグレアム・マスタートンがいる。プライスは『暗黒の儀式』に不満を抱き、第3章部分の代替にあたる短編『The Round Tower』を執筆して、オサダゴワアの物語として完結させた。またマスタートンは『マニトウ』シリーズでオサダゴワアに言及している。
ブレブレだったズヴィルポグア（オサダゴワア）の設定を、リン・カーターが固め、ツァトゥグァの息子と明確化した。

## リン・カーター『星から来て饗宴に列するもの』
ほしからきてきょうえんにれっするもの、原題：英: The Feaster from the Stars。リン・カーターによる短編ホラー小説・クトゥルフ神話で、『Crypt of Cthulhu』26号・1984年ハロウィーン号に掲載された。後に実書籍『エイボンの書』に収録され、日本では2008年に新紀元社から刊行される。
古代ハイパーボリアを舞台に、ズヴィルポグアを題材とする。ズヴィルポグアはツァトゥグァの子で、異名は「星から来て饗宴に列するもの」。ツァトゥグァと共に邪教の魔物に位置付けられ、ペルセウス座の星辰と関係あるとされた。これらの情報は「エイボンの書」に記されている。

### あらすじ
コモリオムの下級貴族に、代々世襲治安官をしている家系があった。27代目は忌まわしい魔物ツァトゥグァとその一族の祭儀の迫害に成果を上げ、結果として禁書のコレクションが出来上がる。息子である28代目は事故で早逝し、孫のヴース・ラローンが29代目を跡を継ぐ。仕事はほとんど儀礼的なものであったため、ヴース・ラローンの熱意は魔術の研究と色事に傾けられた。
ある秘密教団は、禁じられた魔物ズヴィルポグアを崇拝していた。魔術師イズドゥゴールもその教団に属していたが、あるとき突然教団を辞め、悔い改めて隠遁生活を送るようになる。
その後、このカルトの祭儀がコモリオムに発覚し、ヴースは襲撃隊を率いて出向く。部下たちが逮捕と捜索をしている間、ヴースは邪神像を見つけるが、嫌悪感を抱きハンマーで粉々に砕いてしまう。邪教徒達は即処刑されたが、この日以来ヴースは無気力と奇妙な興奮に苛まれるようになり、夢には邪神像の亡霊が現れる。魔術仲間のゾンギスに相談すると、彼はその像はズヴィルポグアであると回答し、この魔物についてはよくわかっていないと前置きしたうえで、隠遁者イズドゥゴールのことを教える。
ヴースはイズドゥゴールに会うために、エイグロフ山脈に向かう。未開の荒野での危険な旅であり、2人いた護衛はカトブレパスとヴーアミ族の犠牲になる。ヴースは1人きりで目的地にたどり着き、あばら屋で隠遁者イズドゥゴールを見つけ、食べ物を差し出して、協力してくれるよう頼む。イズドゥゴールはズヴィルポグアの情報を伝え、「星から来て饗宴に列するもの」と呼ばれていることや、召喚の条件や防御の方法、危険性を念入りに忠告する。
帰宅したヴースは、隠遁者から聞いた儀式に必要なアイテムを揃えるべく、使いの者に買い出しを命令する。ちょうど困窮していた甥ヌンギスが、タイミングよく魔術に必要な物を安値で売ってたことで、儀式の材料は揃う。ヴースは丘に出て、怒らせてしまったズヴィルポグアを追い払うための儀式を始める。すると、空から黒い影が降りてきて、ヴースを掴んで空中に持ち上げ消え去る。
隠遁者イズドゥゴールは、邪神像の前にひれ伏しながら、礼拝集会を去ったことについて許しを乞う。イズドゥゴールがヴースに教えた情報には、儀式の材料が1個欠けていた。イズドゥゴールは、ヴースを騙してズヴィルポグアへの生贄に捧げたのである。一方、ヴース・ラローンが行方不明となったことで、地位や財産は甥のヌンギスが相続することとなる。ヌンギスは、自分がオパールの粉をごまかして売ったことが原因でヴースが失踪したなどとは思いもしなかった。

### 主な登場人物
- ヴース・ラローン - コモリオムの29代目世襲治安官。あまり働かず、学究と色事に熱心。
- ゾンギス・フラロール - ヴースも所属する魔術会の会員。70代の聖人。イズドゥゴールについて教える。
- イズドゥゴール - エイグロフ山脈に隠遁する男。かつては名高い魔術師であり、また魔物ズウィルポグアの教団にいた。
- ヌンギス・アヴァルゴモン - ヴースの甥・相続人。下級貴族の御曹司だが、貧乏になり困窮していた。
- ズヴィルポグア - ツァトゥグァの息子と言われる魔物。1年のうちでペルセウス座[注 3]が空に出ている時期のみ召喚でき、召喚直後には人間の血肉を捧げる習慣があることから、「星から来て饗宴に列するもの」と呼ばれている。きわめて邪悪で執念深い性格をしているという。

### 作品解説
カーターがスミスのプロットから作り上げた作品であり、スミスのメモには「邪神像が砕かれたが、邪教徒は皆殺しになってるので、怒りの魔物は信者に復讐させることができず、自分で復讐する必要があった」と書かれていた。さらに登場人物の名前であるイズドゥゴールとヴース・ラローンは『七つの呪い』の初期アイデアであり（完成稿ではエズダゴルとラリバール・ヴーズになった）、カーターは良いネーミングであると再利用した。
作品タイトルは、HPLの『闇をさまようもの』の主人公である「ロバート・ブレイク」が執筆したとされている作中作タイトルと同名となっている。ブレイクはロバート・ブロックがモデルなのだが、CAスミスの要素も入っている。
最後のオチが曖昧になっており、ヴースが破滅した原因が、隠遁者と甥のどちらであるのか確定しない。ロバート・M・プライスは、カーターの修正ミスである可能性を指摘し、初期稿では甥として書いて後で隠遁者に代替させたが元の記述を削除し忘れたのではないかと推測している。

## リン・カーター『ヴァーモントの森で見いだされた謎の文書』
ヴァーモントのもりでみいだされたなぞのぶんしょ、原題：英: Strange Manuscript Found in the Vermont Woods。リン・カーターによる短編ホラー小説・クトゥルフ神話で、1988年に発表された。日本では『ラヴクラフトの世界』に収録される。ダーレスの『暗黒の儀式』の後日談。
1930年前後のアメリカを舞台に、オサダゴワアを題材とする。オサダゴワアとズヴィルポグアの両方に言及があり、2柱の邪神なのか、同一存在なのか、曖昧なように描かれている（作品の邦訳ではオサドゴワー / ズヴィルポグアと表記される）。オサダゴワアは、ツァトゥグァが「第7世界ヤークシュ」で、雌神シャタクとの間に作った第一子。3つの月がある世界に棲むとされ、具体的には、ペルセウス座のアルゴルを周回する「暗黒星イラウトロム」または海王星の2つの説がある。

### あらすじ
1929年、ジャリド・フラー
アーカム郊外のディープ・ウッドの森の小屋に宿泊していたジャリドは、ペルセウス座が上る夜、唸るように「オサドゴワー」「ズヴィルポグア」を詠唱するカルトの声を聞く。友人ウィルマースからの情報によると、かつてこのあたりに住んでいたインディアンは、オサドゴワーという空の魔物を崇拝していたという。ジャイドは森で変死体を見つけ、埋葬する。また1921年冬の新聞を調べると、森で奇怪な詠唱があり、続いて失踪変死事件が記録されていた。失踪変死事件の犠牲者と、ジャリドが見つけた死体の様子は酷似していた。
ジャリドは文献「エイボンの書」「邪悪なる妖術」などを入手して調べる。また悪夢を見るようになる。
1936年、ウィンスラプ・ホウグ
ジャリドは行方不明から7年が過ぎたことで死亡扱いとなり、ウィンスラプが小屋を遺産相続する。学生であるウィンスラプは、蔵書に興味があり、また論文を書くために一冬を森の小屋で過ごそうと考える。弁護士と雑貨店主は、雪に閉じ込められることと、ビリントンの森以上の悪評があると、やんわりと静止してくるも、ウィンスラプは聞かない。ウィンスラプは灯油や食料を調達し、小屋にこもる。残されていた稀覯書は、古いが取り立てて興味を惹かれるものではなかった。代わりに従兄の日記が見つかり、読み始めるも、書き手の正気を疑う内容で始まっていた。夜が更けて眠ろうとするも、アルゴルの輝きが気になって眠れず、アルゴルはペルセウス座の星であるという奇妙な暗合に気づく。
夜が明けてから、ウィンスラプは森の中で、従兄が記していた「石」を見つける。石の登頂にはグロテスクな怪物が彫刻されていた。次の夜には、周囲から不気味な祈りが聞こえ、怪物のような幻覚が見えるようになる。また古新聞でビリントンの森の事件を読み、その土地には石塔と環状列石があったことを知り、今の自分との類似を連想する。再び「石」を見に行ったところ、何人もの人間と巨大な生物の足跡が残されており、カルトが実在していたことが判明する。
ジャリドが1929年9月8日の夜に聞いて日記に記していた詠唱と、ウィルマースがジャリドに送付したネクロノミコンの写しに記されていたズヴィルポグアの召喚呪文は、完全に一致していた。ウィンスラプは、従兄がカルトと悪魔に殺され、遺体を持ち去られたということを理解し、このままでは自分が次の犠牲者になることを悟る。ウィンスラプはジャリドの日記を焼却し、自分の日記だけを持って小屋から逃げ去ろうとする。だが既にアルゴルが上っており、手遅れと知りつつも、ウィンスラプはバス停を目指して命懸けの逃走を強行する。
事件後
1936年の早春に、アーカムから離れたヴァーモントの森で、ブリーフケースに入った手紙が発見される。ブリーフケースは「まるで高所から落とされたかのように」雪を貫いて地面にまで突き刺さっており、また酸に晒されたかのようにあちこち焦げかけ、悪臭を放つ粘液めいた物質がこびりついていた。手紙の後半部はあわただしく書かれたようである。署名から判明したウィンスラプ・ホウグは、3ヶ月前にアーカムの森の小屋で不可解な失踪を遂げていた。
1983年2月の時点で、ウィンスラプは行方不明のままであり、謎は未解決のままとなっている。リン・カーターは、現代天文学で観測と計算から実在がほぼ確実視されている海王星第3の月について述べ、続けてイスラム天文学ではアルゴル星が「デーモンの星」とされていることを説明している。

### 主な登場人物
- ウィンスラプ・ホウグ - 語り手。ボストンの大学院生。失踪した従兄から森の小屋を相続する。
- ジャリド・フラー - 従兄。1929年に失踪する。アーカムの森の小屋に日記を残していた。禁断の文献「邪悪なる妖術」のオリジナル草稿や「ザントゥ銘板」の推測的な翻訳[注 5]を所持していた。
- ジェイスン・オズボーン - 1921年の失踪変死事件の犠牲者。急激な気温の変化にさらされ、高所から落とされて損壊し、悪臭ある粘液で汚れていた。
- ウィルマース - ミスカトニック大学の若者らしいが詳細不明[注 6]。ジャリドに「ネクロノミコン」や「リーベル・イウォニス」（エイボンの書のフィリパス・フェイバー翻訳ラテン語版）の写真複写を提供した。
- アブナー・イズィーキヤル・ホウグ船長 - 先祖。カーターの別作品の人物。

### 用語
オサドゴワー / ズヴィルポグア
オサドゴワーは固有名でなく「サドゴワーの子」という意味の称号。空に持ち上げて、喰らって、落とす。作中では、2柱の邪神が同一の存在として結び付けられているように言及されている。
ツァトゥグァが「凍てつく第7世界ヤークシュ」（海王星か）で、雌神シャタクとの間にもうけた初子。ペルセウス座のアルゴルを周る暗黒星イラウトロムに棲み、アルゴルが上っているときに召喚することができる。海王星またはイラウトロムの、3つの月を持つ凍てつく都市に住まう、らしい。どちらの星か曖昧なうえ、ウィンスラプの夢主観である。
ネクロノミコンには召喚法が、エイボンの書にはイズドゥゴールの逸話が記録されている。
造形として、『暗黒の儀式』でイタカとしてほのめかされていた要素が、ズウィルポグアの属性にアレンジされている側面がある。
「ニューイングランドにて為されし人間の姿にあらざるダイモーンの邪悪なる妖術について」
ジャリドの蔵書の一つ。1800年ごろにアーカムのウォード・フィリップス牧師が著した書物。『暗黒の儀式』に登場する文献。
オリジナルの草稿を、セイレムの業者から入手したもの。ウィンスラプは、当初は病んだ迷信ゴシップと一蹴した。
大いなる石
灰色の花崗岩を矩形に切り出したもの。長さ10フィートほど、高さと幅は3フィート半ほどだが、地面に深く埋もれ刺さっているため正確な高さはわからない。
上面中央に、ヒキガエルじみた怪物の姿が彫刻されている。

### 作品解説
主人公はホーグ船長の子孫であるが、血の因縁は特にない。ムー大陸でクトゥルフ一族が崇拝されていたことに対比して、ヒュペルボレオスにおけるツァトゥグァ一族への着眼がなされる。エイボンの書（リーベル・イウォニス）には『星から来て饗宴に列するもの』が記されているとされており、先行の作品が作中作に位置付けられている。
天文学の海王星の衛星を要素に盛り込んでいる。海王星の月は、作中時の1929年時点では1個しか知られていなかった。本作エピローグの1983年時点では2個の月が見つかっており、3個目もあるだろうと付け加えられている。現実では1981年に3番目の衛星ラリッサが見つかっていたが不確実で、1989年にボイジャー2号が再発見することで確定している。

## 収録
- 『暗黒の儀式』━青心社「クトゥルー6」（1989）
- 『星から来て饗宴に列するもの』━新紀元社「エイボンの書 クトゥルフ神話カルトブック」（2008）
- 『ヴァーモントの森で見いだされた謎の文書』━青心社「ラヴクラフトの世界」（2006）